# Jesenica
Jesenica (in italiano Gessenizza, Iessenizza o Jesenizza, desueti) è un centro abitato della Slovenia, frazione del comune di Circhina.

## Storia
Il centro abitato apparteneva storicamente alla Contea di Gorizia e Gradisca, ed era noto sia con i toponimi italiani di Iessenizza o Jesenizza, sia con il toponimo sloveno di Jesenica. In epoca asburgica costituì un comune catastale autonomo, venendo poi aggregato già nel XIX secolo al comune di Circhina, di cui da allora ne costituisce una frazione.
Dopo la prima guerra mondiale passò, come tutta la Venezia Giulia, al Regno d'Italia; il toponimo venne cambiato in Gessenizza.
Dopo la seconda guerra mondiale il territorio passò alla Jugoslavia; attualmente Jesenica è frazione del comune di Circhina.